# El sombrero del cura
El sombrero del cura (en italiano, Il cappello del prete) es una novela del escritor milanés Emilio de Marchi. Es considerada el punto de arranque del popular género giallo italiano.

## La obra
Publicada por entregas en 1887 y en volumen único en 1888, El sombrero del cura, de Emilio de Marchi, supone el feliz punto de arranque del aclamado género giallo italiano. La obra conoció un asombroso éxito de ventas en su época, siendo tempranamente publicada en Estados Unidos, Inglaterra, Francia, Alemania, Hungría, Dinamarca, Argentina y España (La Novela Ilustrada, Madrid, 1907); mientras que en Italia, hasta cuatro casas editoriales llegaron a compartir su publicación (contando con un abultado número de reediciones; hecho realmente extraordinario, en un país que aún registraba altas tasas de analfabetismo).  
Sobre el atractivo fondo de la mísera y populosa Nápoles, El sombrero del cura narra las desventuras del noble calavera Carlo Coriolano, barón de Santafusca, que arruinado por las deudas del juego y una vida de ocio y disipación, asesina a don Cirilo, un siniestro clérigo consagrado a la usura y la especulación, a fin de hacerse con sus riquezas y salvar así su comprometida posición. El crimen parece perfecto, sin embargo, su autor descuida un detalle: el sombrero del cura. Una pista peligrosa, que atormentará al asesino como una suerte de recurrente alucinación intensificada en fatal in crescendo.  
En El sombrero del cura, sugestiva novela negra de suculentas implicaciones psicológicas, Emilio de Marchi recoge con desparpajo las lecciones de la gran narrativa europea (de Dostoievski a Poe, de Dickens a Guy de Maupassant, de Manzoni al Verismo), alternando magistralmente el tono ligero del boceto ottocentesco con el registro oscuro de la novela gótica.
Una nueva traducción de esta obra ha sido recientemente publicada en España por la casa editorial Ginger Ape Books&Films.

## Ediciones en España

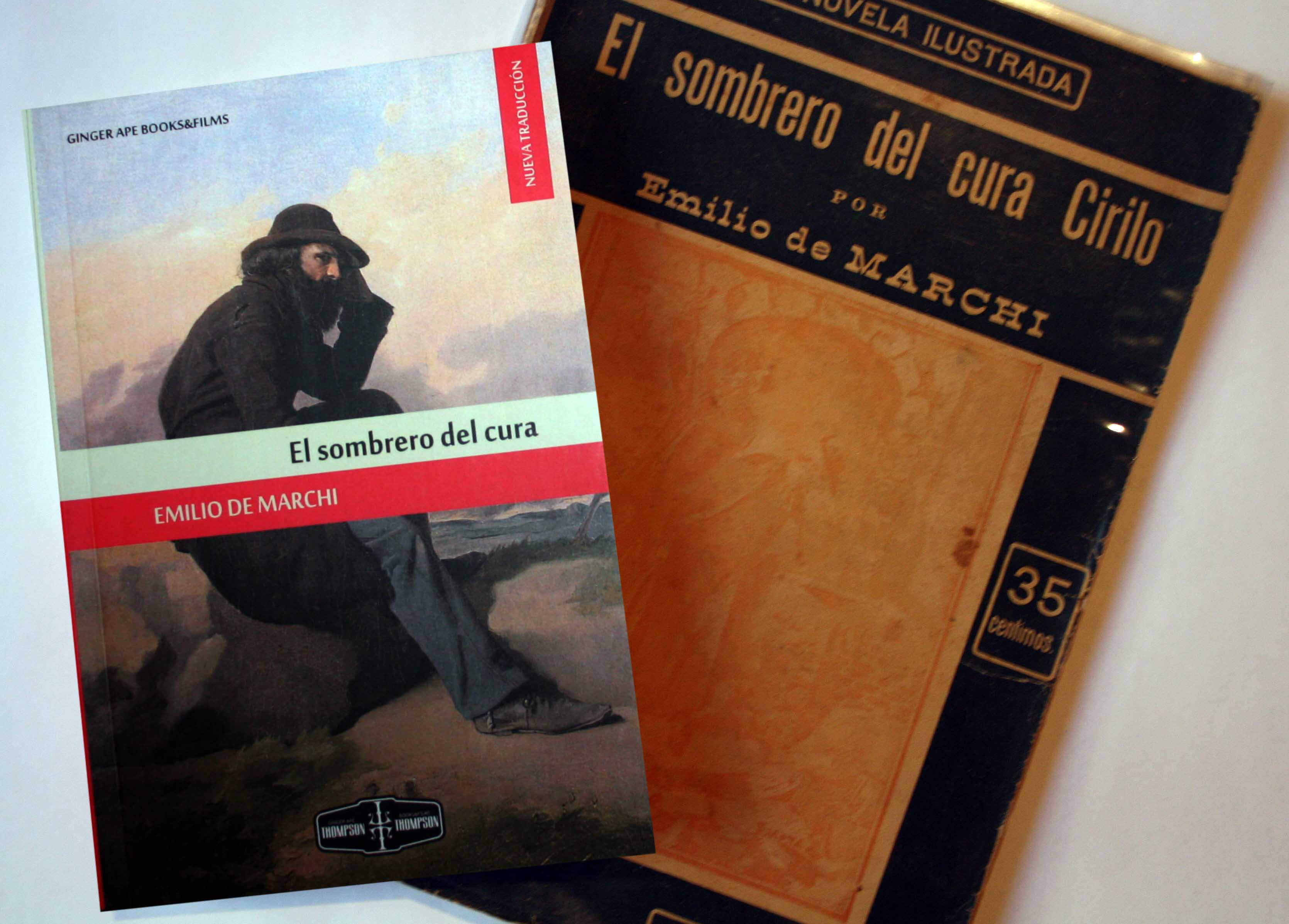
Ediciones españolas de El sombrero del cura de Emilio de Marchi

- El sombrero del cura Cirilo, La Novela Ilustrada, 1907.
- El sombrero del cura, Ginger Ape Books&Films, 2012. Trad. por Rubén López Conde. ISBN 9788494014604.

## Adaptación cinematográfica y televisiva
Del gran éxito obtenido y de la estima que disfruto (y aún disfruta) esta novela en Italia dan cuenta su temprana traslación cinematográfica: Il cappello del prete, (1944), film protagonizado por Roldano Lupi, bajo la dirección de Ferdinando Maria Poggioli; y televisiva: Il cappello del prete, (1970), miniserie de 3 capítulos producida por la RAI, dirigida por Sandro Bolchi y protagonizada por Luigi Vannucchi.